# Villanueva y Geltrú

Localización en el Garraf

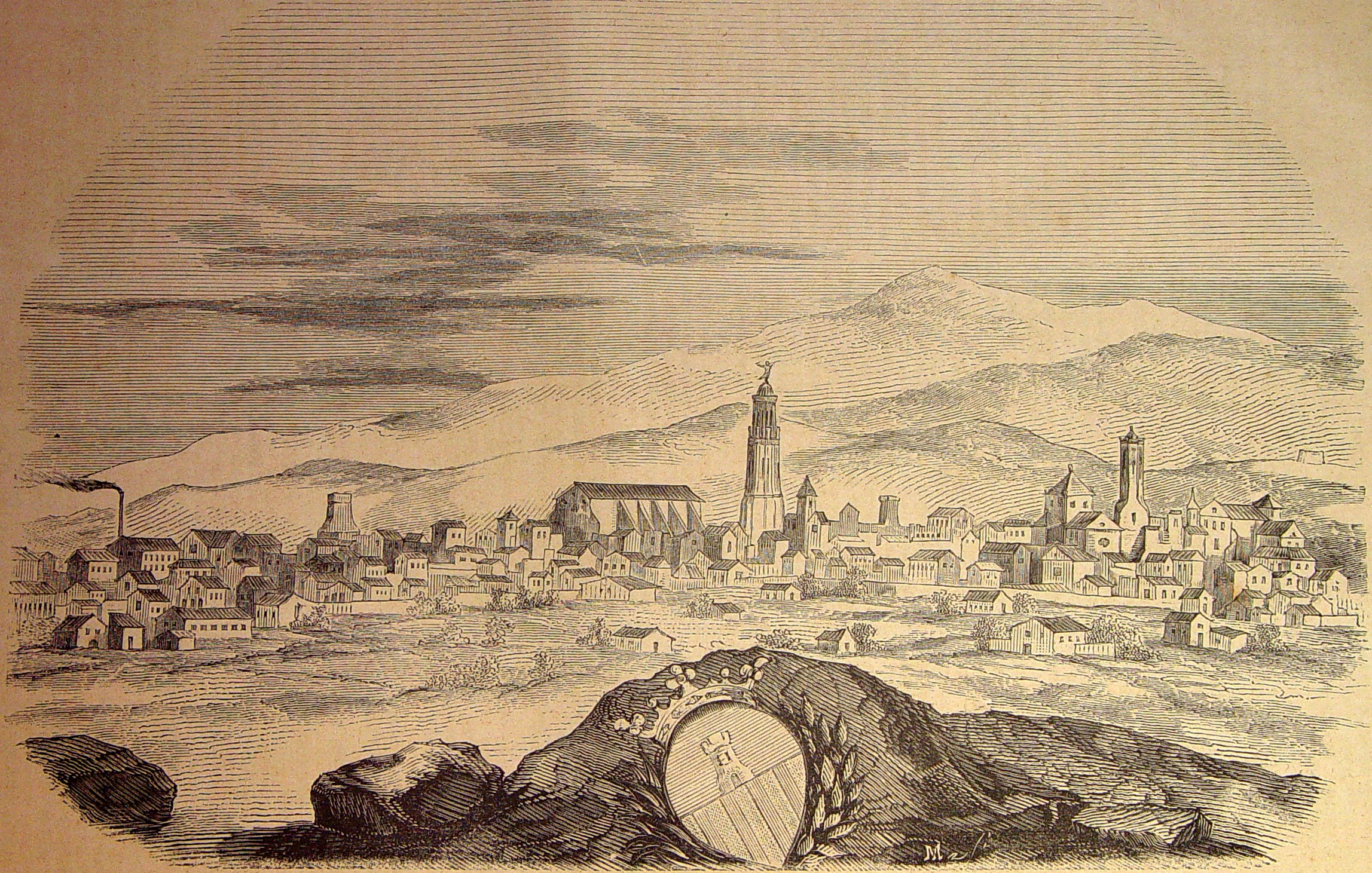
Vista de la localidad de mediados del

Villanueva y Geltrú (oficialmente, y en catalán: Vilanova i la Geltrú) es una ciudad y municipio de la provincia de Barcelona (Cataluña, España), capital de la comarca del Garraf y cocapital de la veguería del Panadés. Se sitúa a 45 km tanto de Barcelona como de Tarragona y limita con Cubellas, Castellet y Gornal, Canyellas, Sitges y San Pedro de Ribas.

## Historia

### Leyenda sobre la fundación
Cuenta la leyenda que la villa nueva nació porque el señor feudal de la Geltrú promulgó una ley según la cual, cuando una joven se casaba, tenía que pasar su primera noche con él por el derecho de pernada, y muchos geltrunenses se fueron, instalándose cerca del mar, en territorios de Cubellas, fundando la Villa Nueva de Cubellas. Con el tiempo ambas crecieron hasta convertirse en una sola.

### Edad Media
Villanueva y Geltrú fue fundada, oficialmente, en 1274 cuando el rey Jaime I le concedió la Carta Puebla, y tiene una larga historia que se traduce en numerosos puntos de interés cultural.

### Edad Moderna
A mediados del siglo XVIII, cuando el rey Carlos III permitió que Villanueva comerciara con América, la ciudad vivió una efervescencia económica muy importante. Un progreso que no se limita a una acumulación de riquezas, sino que reporta una inversión en cultura. Es entonces cuando se fundan las primeras sociedades recreativas, lugares de encuentro y distracción.

### DelsigloXIXalXX
En 1804, Pedro Gumá erigió el primer teatro de Villanueva: la Sala, un espacio de planta cuadrada, con bóvedas, que servía tanto de teatro como de sala de baile.
La época dorada de la ciudad fue durante el Romanticismo, periodo que se refleja magníficamente en edificios como el Museo Víctor Balaguer, construido por el que fue el último ministro de Ultramar español. Encontramos palacetes y mansiones de interés como la Casa Renard, Foment Vilanoví, Casa Cabanyes, Casa Samà, Xalet del Nin y Can Pahissa. Asimismo, destacan también sus ermitas e iglesias como las de San Cristóbal, San Gervasio y Santa María de la Geltrú. En esta última se encuentra un retablo de madera policromada del siglo XVIII.

## Demografía
Villanueva y Geltrú cuenta con una población de 70 418 habitantes (INE 2024).
| Gráfica de evolución demográfica de Villanueva y Geltrú entre 1842 y 2024 |
| |
| Población de derecho según los censos de población del INE Población de hecho según los censos de población del INEEn estos censos se denominaba Villanueva y Geltrú: 1842, 1860, 1877, 1887, 1897, 1900, 1910, 1920, 1930, 1940, 1950, 1960, 1970 y 1981 Entre el censo de 1857 y el anterior, crece el término del municipio porque incorpora a Gallifa y Rocacrespa |

## Símbolos

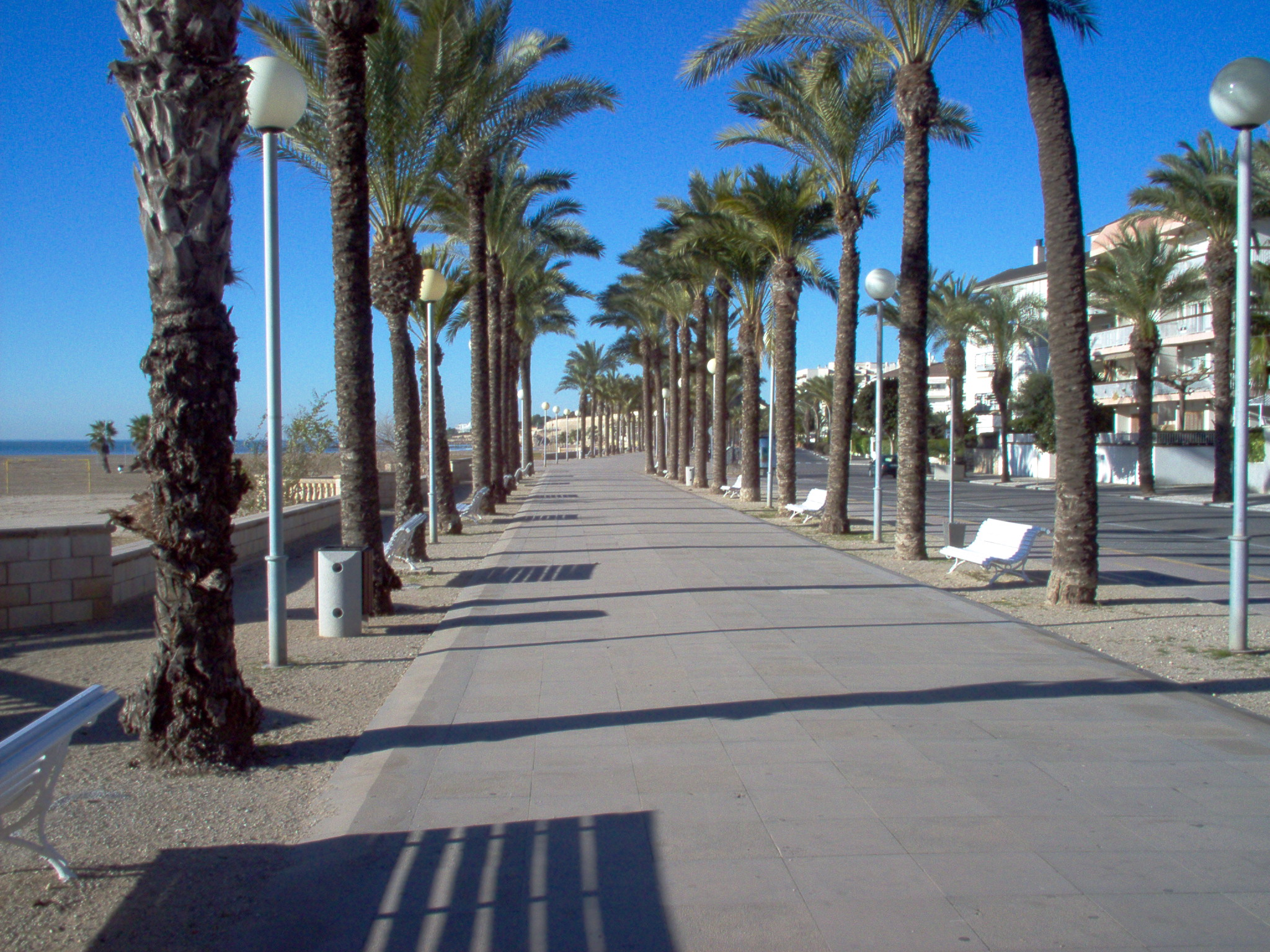
Paseo marítimo

### Escudo
El escudo de armas de Vilanova y Geltrú se define según la terminología precisa de la heráldica como:

Escudo embaldosado cortado, primero de azur, un castillo de oro abierto; segundo de oro con 4 palos de gules. Por timbre, una corona mural de villa.

Fue aprobado el 6 de septiembre del 1994 y publicado en el DOGC con el número 1949 el 19 del mismo mes.
El escudo de la villa presenta tradicionalmente el castillo de Geltrú (del siglo XI) y las armas reales de Aragón, en recuerdo de la jurisdicción de la Corona sobre la localidad. La carta municipal fue concedida por Jaime I en 1274, y Vilanova se convirtió en una «calle de Barcelona» (una villa con los mismos derechos que la capital) por privilegio otorgado por Alfonso IV en 1418.

### Bandera
La bandera de Villanueva y Geltrú es apaisada de proporciones dos de alto por tres de largo, bicolor horizontal, la parte superior azul oscuro con un castillo amarillo en el centro, de altura 8/18 de la del paño; la parte inferior amarilla con cuatro palos rojos.
Se publicó en el DOGC el 29 de marzo de 1999.

## Administración y política

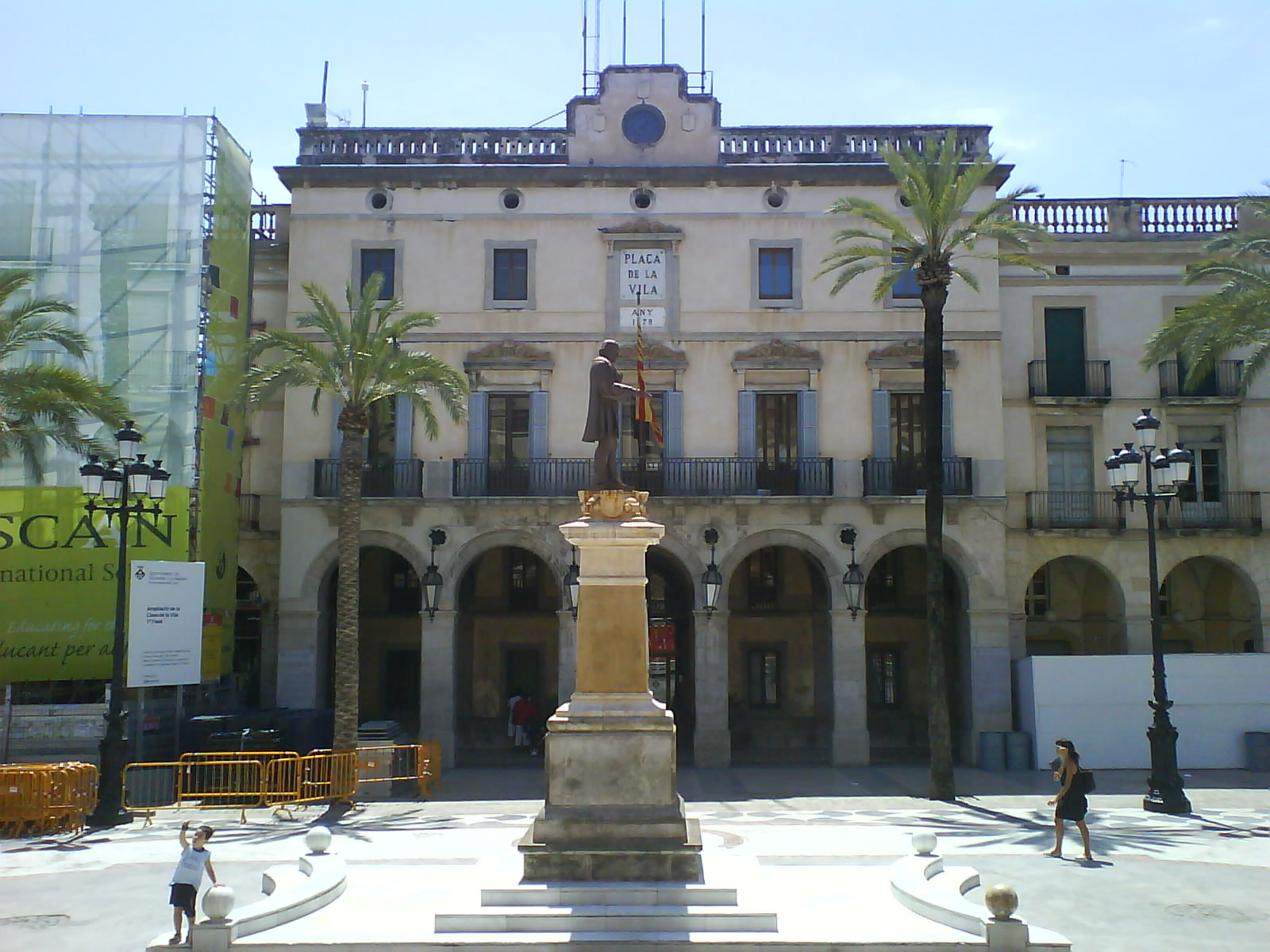
Ayuntamiento de Villanueva y Geltrú

| Periodo   | Nombre                     | Partido | Partido                                    |
| --------- | -------------------------- | ------- | ------------------------------------------ |
| 1979-1991 | Jaume Casanovas i Escussol |         | Partit dels Socialistes de Catalunya (PSC) |
| 1991-1992 | Josep González i Rovira    |         | Iniciativa per Catalunya Verds (ICV)       |
| 1992-1993 | Esteve Orriols i Sendra    |         | Convergència i Unió (CiU)                  |
| 1993-1995 | Josep González i Rovira    |         | Iniciativa per Catalunya Verds (ICV)       |
| 1995-1999 | Esteve Orriols i Sendra    |         | Convergència i Unió (CiU)                  |
| 1999-2005 | Sixte Moral i Reixach      |         | Partit dels Socialistes de Catalunya (PSC) |
| 2005-2011 | Joan Ignasi Elena          |         | Partit dels Socialistes de Catalunya (PSC) |
| 2011-2019 | Neus Lloveras              |         | Convergència i Unió (CiU)                  |
| 2019-2023 | Olga Arnau i Sanabra       |         | Esquerra Republicana de Catalunya (ERC)    |
| 2023-act. | Juan Luis Ruiz López       |         | Partit dels Socialistes de Catalunya (PSC) |

| Partido político                                         | 2023  | 2023  | 2023       | 2019  | 2019  | 2019       | 2015  | 2015  | 2015       | 2011  | 2011  | 2011       | 2007  | 2007  | 2007       |
| Partido político                                         | %     | Votos | Concejales | %     | Votos | Concejales | %     | Votos | Concejales | %     | Votos | Concejales | %     | Votos | Concejales |
| Partit dels Socialistes de Catalunya (PSC)               | 36,84 | 9728  | 11         | 24,99 | 7805  | 7          | 16,38 | 4429  | 5          | 28,45 | 6952  | 8          | 33,76 | 8023  | 10         |
| Esquerra Republicana de Catalunya (ERC)                  | 10,56 | 2788  | 3          | 24,78 | 7739  | 7          | 13,52 | 3655  | 4          | 3,52  | 861   | 0          | 6,56  | 1558  | 1          |
| Transformem Vilanova i la Geltrú                         | 9,38  | 2478  | 3          | —     | —     | —          | —     | —     | —          | —     | —     | —          | —     | —     | —          |
| Junts per Catalunya (JxC)-Convergència i Unió (CiU)      | 9,10  | 2403  | 2          | 12,28 | 3835  | 3          | 22,18 | 5997  | 6          | 28,80 | 7039  | 9          | 30,61 | 7274  | 9          |
| Candidatura d'Unitat Popular (CUP)                       | 7,59  | 2004  | 2          | 11,35 | 3546  | 3          | 16,35 | 4421  | 5          | 10,39 | 2539  | 3          | 5,75  | 1366  | 1          |
| En Comú Podem (ECP)-Iniciativa per Catalunya Verds (ICV) | 6,65  | 1756  | 2          | 4,33  | 1355  | 0          | 4,83  | 1306  | 0          | 6,58  | 1607  | 2          | 8,16  | 1939  | 2          |
| Partit Popular de Catalunya (PP)                         | 6,59  | 1740  | 2          | 2,88  | 902   | 0          | 5,43  | 1469  | 1          | 11,68 | 2854  | 3          | 8,36  | 1986  | 2          |
| Ciutadans (CS)                                           | 2,19  | 580   | 0          | 9,78  | 3055  | 3          | 9,65  | 2609  | 2          | 1,24  | 303   | 0          | 2,82  | 670   | 0          |

## Servicios

### Transporte
Completan las comunicaciones la autopista C-32, conocida también como autopista Pau Casals; la autopista del Garraf, que une el aeropuerto de Barcelona - El Prat; la autovía C-15, conocida también como el Eje Diagonal, que une la ciudad de Manresa, y la autopista del Mediterráneo con el mar Mediterráneo. La estación de ferrocarril de Villanueva y Geltrú, construida entre 1882 y 1884 por el maestro de obras y director de caminos Jeroni Granell i Mundet, dispone de conexión ferroviaria que une a la imperial ciudad romana de Tarragona, en la ciudad de Tortosa, en la ciudad de Reus, y con las tierras de poniente, conecta con la ciudad de Lérida. En la estación de Villanueva y Geltrú hay también un servicio de cercanías de Barcelona, la R2 Sur (Barcelona Estación de Francia - Sant Vicenç de Calders), operada por Renfe Operadora.
| RENFE Cercanías de Barcelona ( Rodalíes ) | R2 SUR S. Vicente de Calders - Barcelona - Estación de Francia R13 Barcelona - Estación de Francia - Lérida R14 Barcelona - Estación de Francia - Lérida R15 Barcelona - Estación de Francia - Ribarroja de Ebro R16 Barcelona - Estación de Francia - Tortosa - Ulldecona |
| ----------------------------------------- | --- |
| Bus urbano                                | Línea 1 (Tacó - Càmping) Línea 2 (Càmping - Tacó) Línea Villanueva - Sitges Línea Sitges - Villanueva Línea 25 (Francesc Macià - Masia d'en Notari) |
| Bus interurbano                           | - L1049 Cubellas Centro - Restaurante Foix → Estación de autobuses de Villanueva y Geltrú - L1050 Villanueva y Geltrú - Vendrell - L1526 Estación de autobuses de Villanueva y Geltrú → Plaza de La Badalota - L1655 Estación de autobuses de Tarragona → Estación de autobuses de Villanueva y Geltrú - L1741 Estación de autobuses de Villanueva y Geltrú → Bellvitge – Duran i Reinals |
| Bus Barcelona Exprés                      | - e15.1 Exprés.cat Barcelona - Villanueva y Geltrú - e15.2 Exprés.cat Villanueva y Geltrú - Barcelona |
| Bus nocturno                              | - N30 Villanueva y Geltrú - Villafranca del Panadés |
| Taxi                                      | Radio Taxi Vilanova, es una asociación integrada por todos los taxis de la ciudad de Vilanova i la Geltrú para ofrecer un mejor servicio y facilitar la movilidad a los ciudadanos que se encuentren en la ciudad de Vilanova i la Geltrú. |

### Salud
El Hospital Sant Antoni Abat, ubicado en la ciudad de Vilanova i la Geltrú, es un centro médico de gran importancia en la comarca de Garraf, en la provincia de Barcelona, Cataluña, España.
Este hospital es uno de los tres centros hospitalarios que conforman el grupo de hospitales que atienden a los aproximadamente 260,000 habitantes de la comarca de Garraf. El Hospital Sant Antoni Abat, junto con Comarcal de Vilafranca del Penedès y Sant Camil en Sant Pere de Ribes, se encarga de proporcionar atención médica de alta calidad, servicios de investigación y docencia a la población de esta región.
En un esfuerzo por continuar mejorando la atención médica en la zona, en los últimos años Vilanova i la Geltrú ha estado trabajando activamente en la construcción de un nuevo hospital. Este nuevo centro de atención médica se caracterizará por su enfoque en la innovación y la expansión de los servicios disponibles para la comunidad. En este momento, no está definida la fecha de comienzo de las obras.

### Seguridad ciudadana
Actualmente, la plantilla de la policía local de Villanueva y Geltrú está compuesta por 95 agentes.

## Turismo

### Turismo Familiar en Vilanova i la Geltrú
Vilanova i la Geltrú es una ciudad certificada como Destino de Turismo Familiar por la Agencia Catalana de Turismo desde 2015. Este reconocimiento destaca la ciudad por su enfoque en la diversidad de familias, adaptando sus servicios y recursos para atender las necesidades de adultos, niños y adolescentes.
Con su tamaño medio, la ciudad ofrece una amplia gama de equipamientos y servicios pensados para todos los miembros de la familia. Además, su diseño urbano permite una fácil movilidad, favoreciendo los desplazamientos a pie o en bicicleta.
Vilanova i la Geltrú también se caracteriza por su accesibilidad. La estación de ferrocarril y autobuses se encuentra en el centro de la ciudad, lo que facilita el acceso tanto para quienes llegan en transporte público como para quienes se desplazan en vehículo privado.

### Bicicleta como transporte urbano
Villanueva y Geltrú es una ciudad donde los distancias son cortas, las pendientes son suaves y el clima es excelente todo el año. Moverse en bicicleta es por tanto, una buena alternativa para moverse por la ciudad, más sana y más sostenible. Después de los trabajos para crear las nuevas conexiones entre los carriles bici existentes, la ciudad dispone de dos anillas que conectan el lado mar y el lado montaña de la ciudad. Villanueva y Geltrú dispone de más de 14 km de red de carril bici y toda la zona de pacificación del tráfico para moverse en bicicleta. 

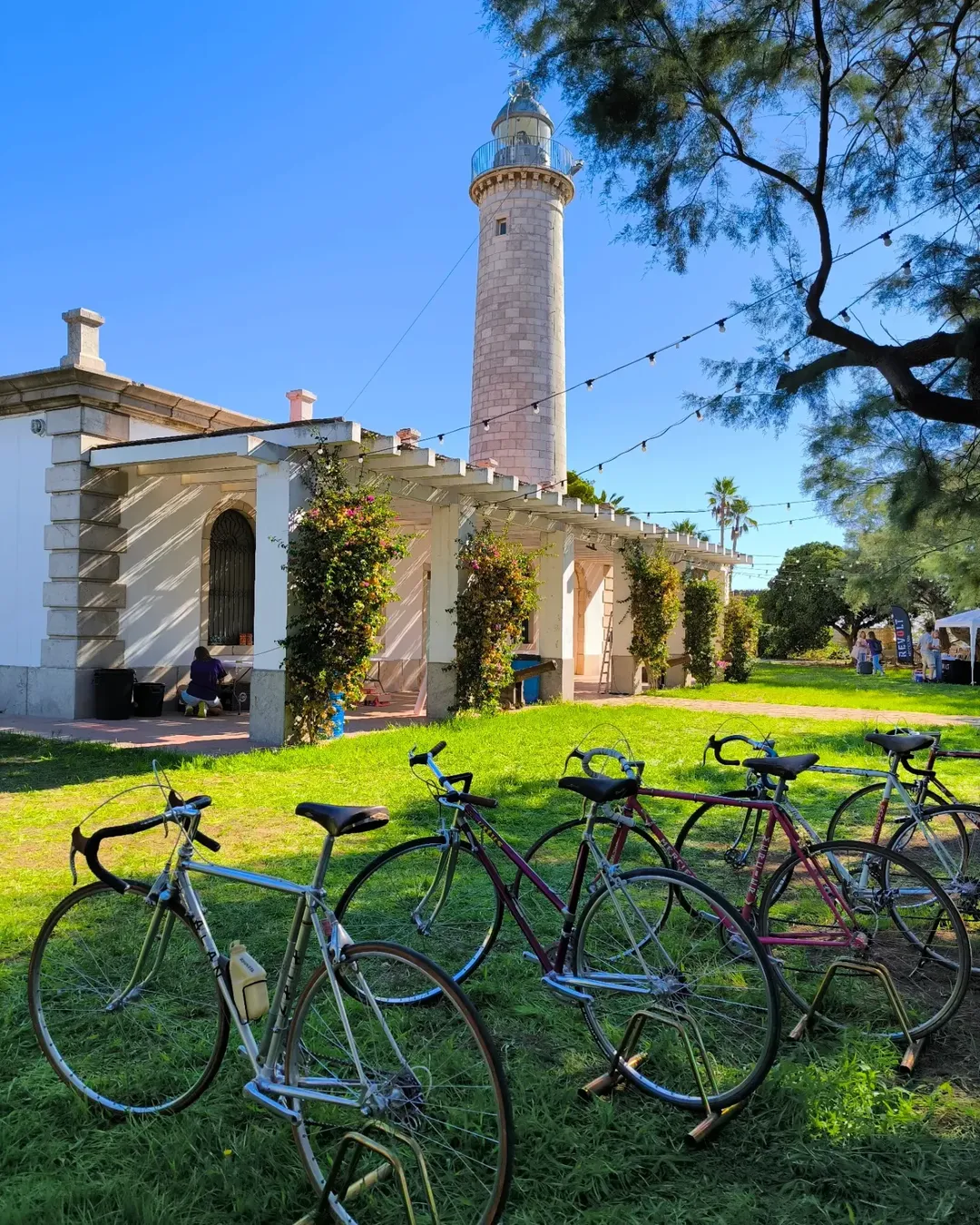
Bicicletas estacionadas en la playa del faro

## Puerto
El puerto de Villanueva y Geltrú es una destacada instalación portuaria ubicada en la costa mediterránea de Cataluña, España. Este puerto, que es uno de los principales en la provincia de Barcelona, desempeña un papel fundamental en el comercio marítimo y en la actividad económica de la región. A lo largo de los años, ha experimentado un desarrollo significativo y ha contribuido de manera significativa al crecimiento y la prosperidad de la ciudad y su entorno.
Entre sus principales características se incluyen:
- Dársenas y muelles: el puerto dispone de varias dársenas y muelles, cada uno especializado en diferentes tipos de tráfico marítimo, como el comercio de mercancías, la pesca y la navegación deportiva.

- Zona logística: una parte significativa del puerto se dedica a actividades logísticas y de almacenamiento, lo que facilita la distribución eficiente de mercancías.

- Servicios de reparación naval: varias empresas en el puerto ofrecen servicios de reparación y mantenimiento para embarcaciones comerciales y de recreo.

- Pesca: el puerto es un centro importante para la pesca, y su lonja es conocida por la subasta de pescado fresco.

- Turismo náutico: el puerto atrae a numerosos aficionados a la navegación de recreo y cuenta con instalaciones para atender sus necesidades.

#### Impacto económico y social
El puerto de Vilanova i la Geltrú desempeña un papel crucial en la economía local y regional. Contribuye significativamente a la generación de empleo y aporta ingresos considerables a través de actividades comerciales y logísticas. Además, fomenta el turismo náutico, lo que beneficia a la industria turística local.
La presencia del puerto también ha impulsado el desarrollo de la ciudad y sus infraestructuras, incluyendo la mejora de las conexiones terrestres y ferroviarias, lo que ha facilitado el acceso a la región y ha fomentado el crecimiento económico.

#### Conservación y sostenibilidad
El puerto de Vilanova i la Geltrú se compromete con la sostenibilidad y la protección del medio ambiente. Se han implementado medidas para reducir la contaminación y promover prácticas respetuosas con el entorno marino. Además, se fomenta la cooperación con las comunidades locales y las organizaciones ambientales para garantizar un equilibrio entre la actividad portuaria y la conservación de la naturaleza.
El puerto de Vilanova i la Geltrú sigue siendo un motor económico y un punto de referencia en la región mediterránea, demostrando su importancia continua en el comercio marítimo y la vida de la ciudad.

## Primer "punto de esperanza marino" para avistar y conservar las ballenas
Un Hope Spot (punto de esperanza) es una región marina clave para la conservación de la biodiversidad y la salud de los ecosistemas, designada por la fundación Mission Blue. Vilanova i la Geltrú ha sido reconocida como uno de estos lugares destacados. La zona seleccionada abarca una franja de entre 12 y 15 millas de ancho en el suroeste de la costa de Barcelona. Actualmente, esta área no cuenta con protección oficial, pero es un hábitat frecuentado por diversas especies de cetáceos.
La Universitat Politècnica de Catalunya (UPC) llevará a cabo estudios y monitoreo de rorcuales comunes (Balaenoptera physalus) y otras especies marinas mediante una innovadora técnica no invasiva. Este enfoque incluye el uso de sistemas bioacústicos, imágenes y análisis de ADN ambiental. La bioacústica, que emplea el sonido para estudiar el entorno, permite recopilar datos sin perturbar significativamente a la fauna, constituyendo una herramienta valiosa para la investigación científica.

## Playas
Villanueva y Geltrú cuenta con 6 playas (todas con bandera azul) que suman 3,83 kilómetros de arena, siendo la longitud media de cada una de 766,00 metros. Todas las playas disponen de servicio de salvamento y socorrismo durante la temporada.  
| Playa                 | Playa | Longitud | Servicios                 | Restricciones |
| --------------------- | --- | -------- | ------------------------- | ------------- |
| Playa de Ribes Roges  | Se trata de la playa principal de la ciudad que dispone de aseos portátiles, servicio de duchas, hamacas y sombrillas, además dispone de 2 chiringuitos. | 1250 m   | Unisex - The Noun Project |               |
| Playa del Faro        | La playa del Faro le debe su nombre a un faro situado al lado del puerto. | 640 m    |                           |               |
| Playa Larga Ibersol   | Playa en forma de ensenada, con pequeños espigones de piedras. | 1530 m   |                           |               |
| Playa de San Gervasio | Playa protegida con diques de piedras a ambos lados, lo que le dota de unas tranquilas aguas para el baño, y con poca profundidad. | 180 m    |                           |               |
| Playa de la República | Enclavada en un entorno maravilloso, a los pies de Sant Gervasi, la playa de la República es una buena opción para los que buscan poca profundidad y fácil acceso desde cualquier punto de la ciudad. | 200 m    |                           |               |
| Playa del Aguadulce   | La playa del Aguadulce está ubicada entre la playa de San Gervasio y la zona rocosa de Santa Lucía, a 2,5 km del centro de Vilanova i la Geltrú. Es una playa de tipología urbana con pendiente suave y arena granulada dorada. Es conocida por su ambiente acogedor y su carácter inclusivo. Esta playa se ha convertido en un destino apreciado por aquellos que buscan una experiencia nudista / naturista en un entorno familiar. | 120 m    |                           |               |

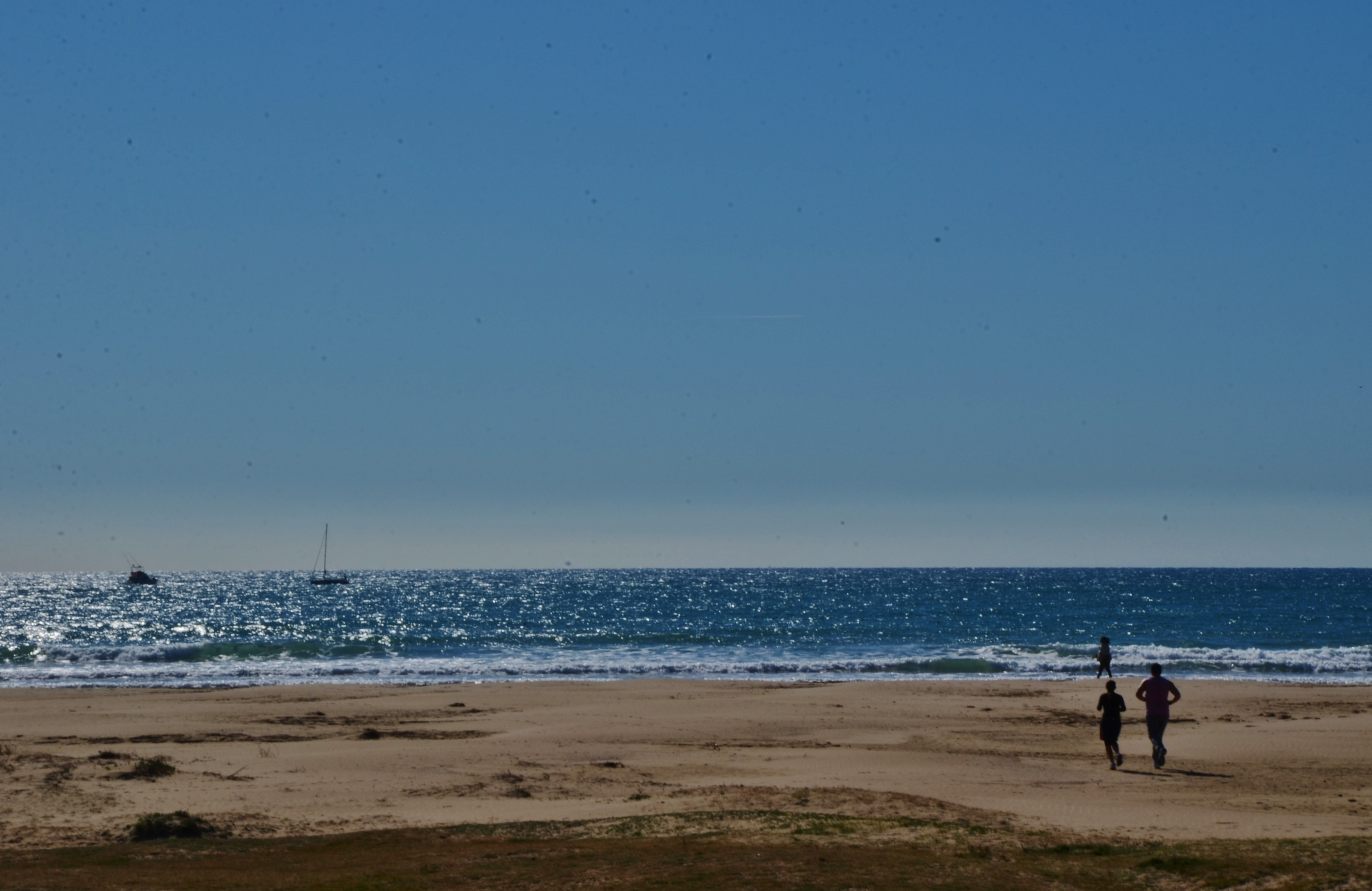
Playa Ribes Roges
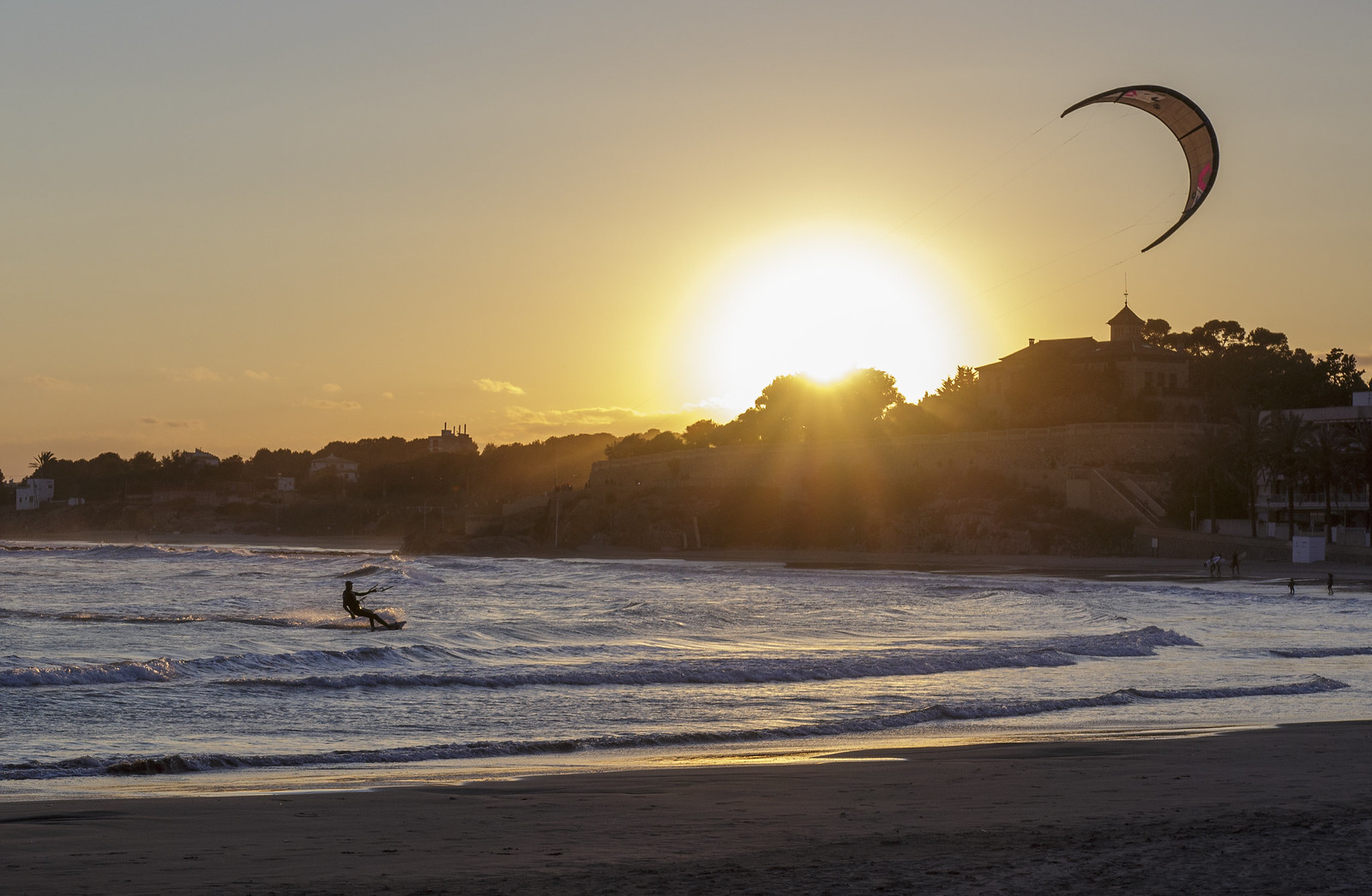
El atardecer en la playa de Vilanova i la Geltrú - Barcelona
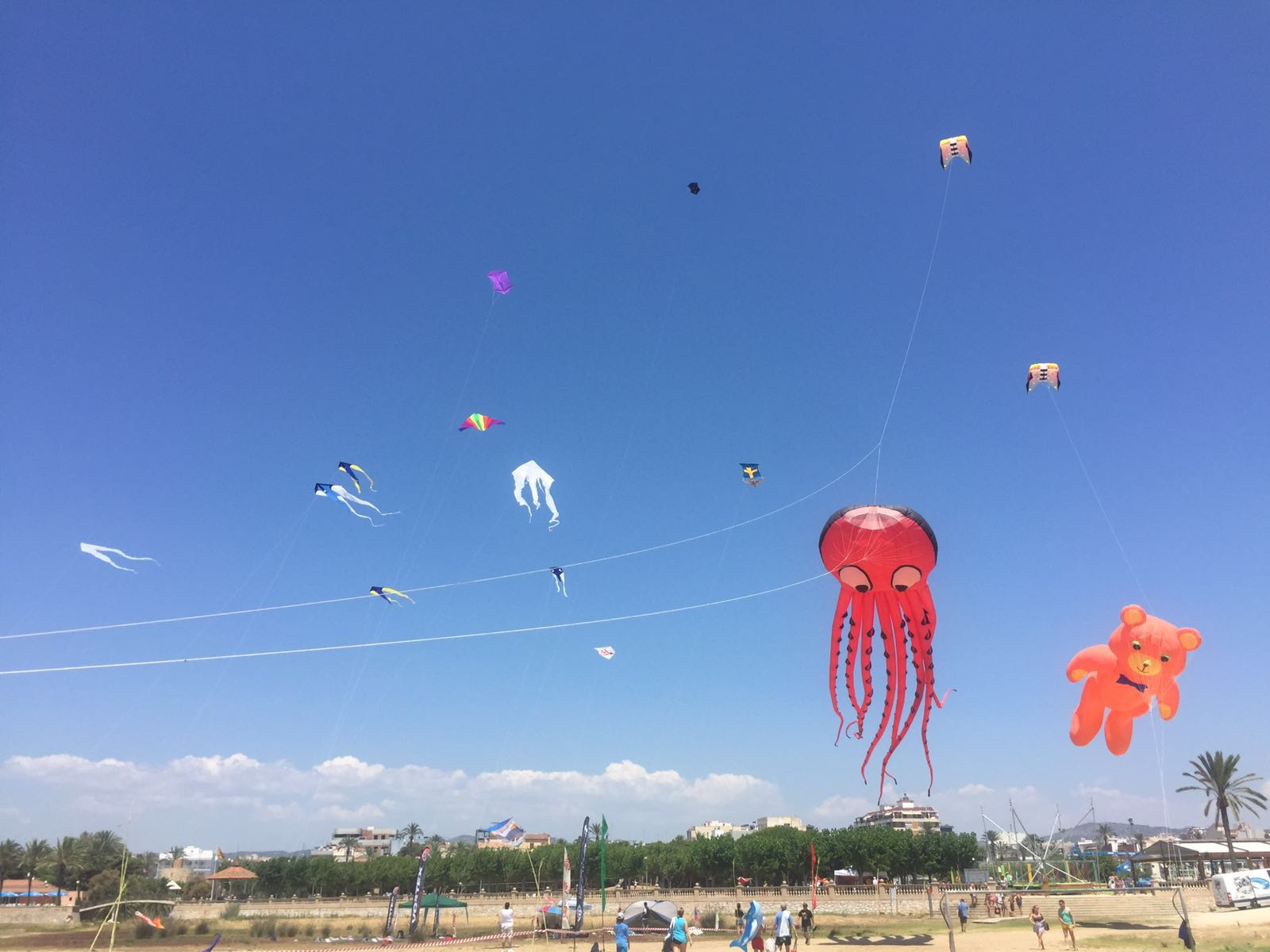
Cometas en la playa de Vilanova i la Geltrú

## Cultura

### Fiestas

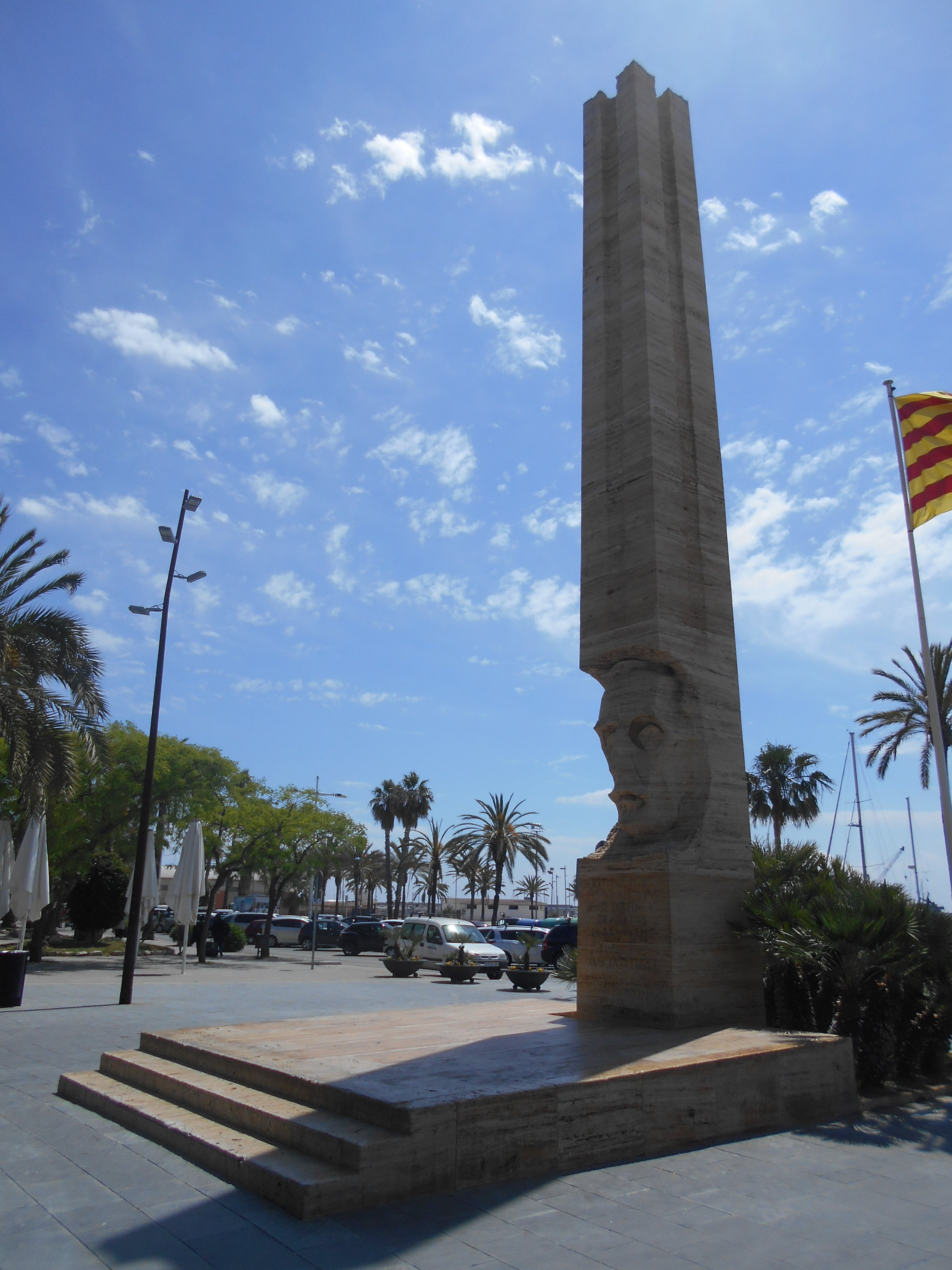
Monumento a Macià (1983), de Josep Maria Subirachs

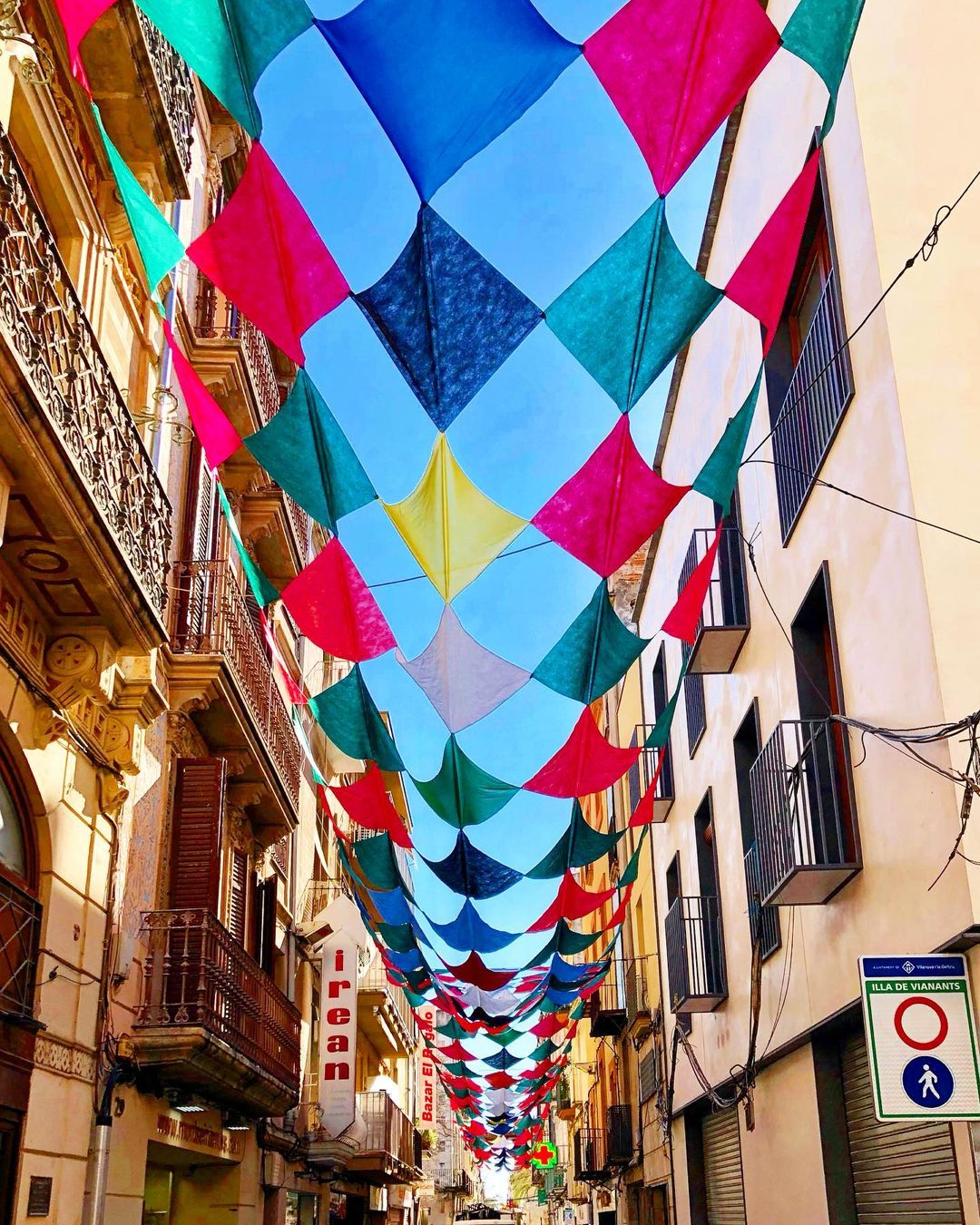
Calle adornada de Vilanova i la Geltrú

Villanueva y Geltrú tiene sus propias celebraciones. Una de las primeras que se celebran al empezar el año es San Antonio, que se celebra el 17 de enero con la fiesta especial de Els tres tombs. Esta celebración consiste en que se den tres vueltas con caballos, carros y otros animales de tiro por el interior de la ciudad. Antiguamente se daban esas vueltas alrededor de una hoguera hecha con ramas verdes. Una vez que el cristianismo se hubo implantado en la ciudad, las tres vueltas se hacían alrededor de la iglesia de San Antonio, donde se hace la bendición de los animales. En muchos sitios es una tradición llevar animales domésticos como perros, gatos, y pájaros para que sean bendecidos.
Se continúan las fiestas con el ansiado carnaval para todos los vilanovinos. Estas fiestas comienzan el sábado antes del jueves Lardero, con el baile de mantones, que da inicio a los carnavales. Al jueves siguiente se hace la merengada infantil, que se le llama jueves lardero. En esta fiesta los niños salen a la calle con merengues o mangas pasteleras y entre los que se van encontrando en la calle son empastifats ('embadurnados') es decir, embadurnados con merengue. Muchas personas utilizan también huevos y nata montada para manchar a la gente. En diferentes pastelerías hay puntos de encuentro de niños los cuales esperan a los muñecos de merengue que poco después son tirados donde están los niños para que sigan con la fiesta. El final de esta fiesta se hace en la plaza de la Villa (plaza donde se hacen muchos de los eventos), donde les son retirados cualquier bote de nata o huevos para dar fin a este día, en el cual son rociados con merengues y luego agua.
Al día siguiente es el día de La Llegada que es cuando S.M. el Rey Carnestoltes llega a la ciudad, donde se hace un gran desfile de carrozas y gente disfrazada con diferentes temáticas o críticas. El recorrido de estas carrozas acaba en la plaza de la Villa donde da comienzo al sermón de S.M. el Rey Carnestoltes. 
El sábado por la tarde es el turno de los niños, ya que llega El Caramelo (el rey del carnaval infantil), y por el paseo por las calles de la ciudad del Moixó Foguer (personaje totalmente cubierto de plumas que aparece y desaparece en el interior de una gran caja). Al llegar la noche es el momento de la "noche de máscaras". El Caramelo es recibido por miles de niños disfrazados en la plaza del Mercado. 
Sin embargo, el acto más importante de este carnaval son las comparsas, en las que, detrás de cada bandera de cada asociación, desfilan parejas de chicos y chicas (más de 50 por bandera). Los chicos van con americana y barretina, dependiendo de la asociación. Las chicas siempre van con mantón de Manila, claveles y falda. Todos los chicos llevan una bolsa llena de caramelos y realizan, con las otras banderas que se encuentran por la calle, la batalla de los caramelos. En la plaza de la villa se concentran todas las banderas (por antigüedad) y se realiza la batalla final, mientras bailan al ritmo de El Turuta. 

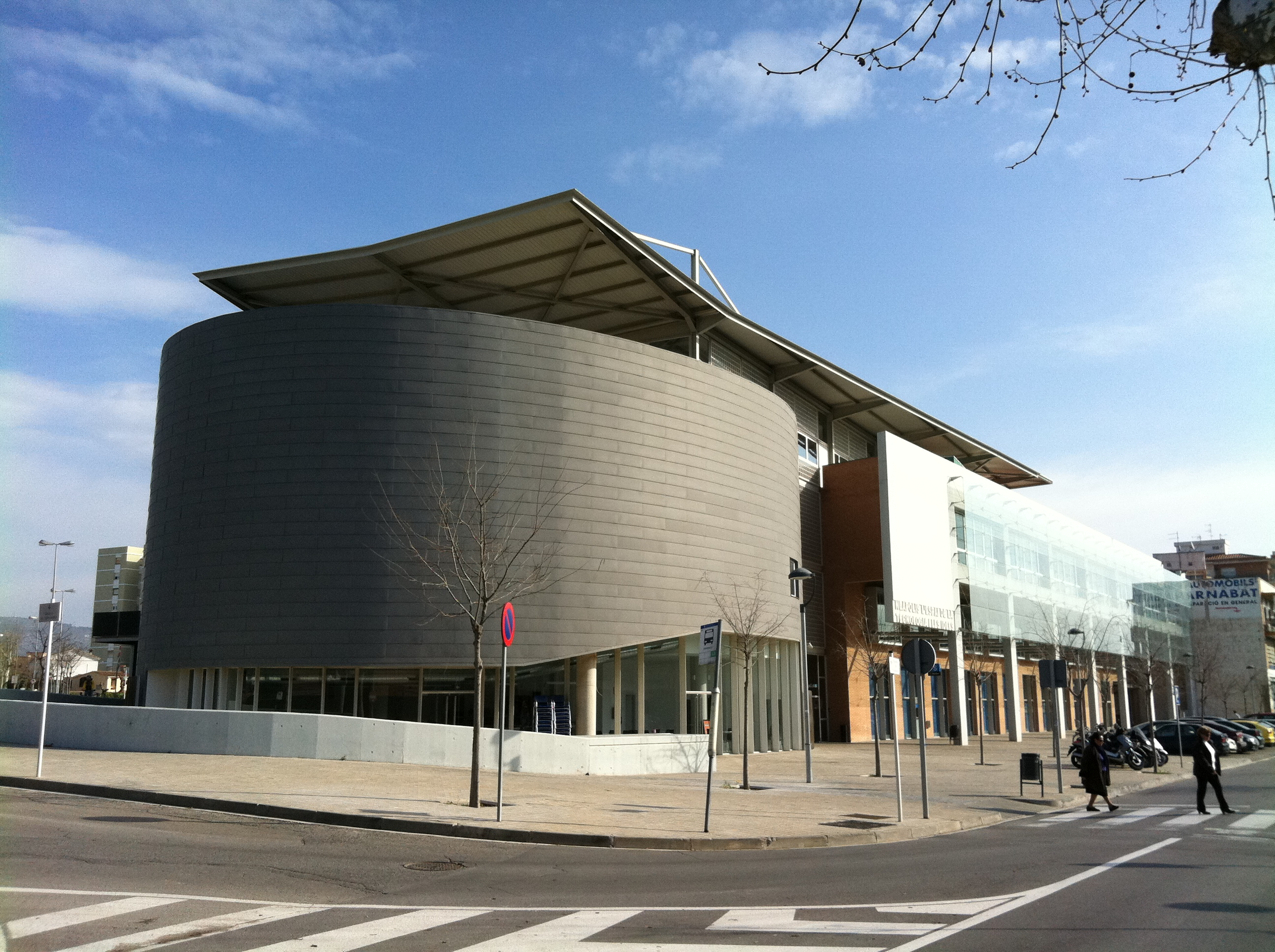
Edificio Neápolis

El lunes, el carnaval infantil o Vidalet, y los Coros de Carnavales, y el martes es el turno de las comparsas del Vidalot. 
Y para terminar, el miércoles de ceniza se hace el entierro de la sardina, último de los actos del carnaval después de 12 días de fiesta. En este acto pasean a S.M. el Rey Carnal muerto con sus concubinas que le lloran durante todo el trayecto. Al final el ataúd es quemado en el medio de la plaza de la Villa.
El 5 de agosto se celebra la fiesta mayor en honor a la Virgen de las Nuevas, patrona de la ciudad. Desfilan diversos pasacalles entre los que destacan el Baile de Diablos, el Dragón de Villanueva, el Dragón de la Geltrú, la Carpa y el Porrón, las Mulasses, Gigantes_y_cabezudos, el baile de Serrallonga, el Ball de bastons, el baile de gitanos, el baile de pastorcillos, el ball de cintas, la moixiganga, los castellers, los falcons y otros bailes.
En cuanto a sus eventos relacionados con el mundo del espectáculo, el más destacado es el Festival Internacional de Música Popular Tradicional de Villanueva y Geltrú, que se celebra durante un fin de semana completo de julio. Se trata del certamen más antiguo de España dedicado a las músicas del mundo o de raíz. 
Forma parte de la red de ciudades catalanas por el circo y es la sede junto a Reus del festival de circo en la calle Trapezi.

### Deporte
A lo largo de los años, la ciudad ha albergado una amplia gama de eventos deportivos y competencias de renombre, consolidando su reputación como un destino favorito para los entusiastas del deporte en todas sus facetas.
En septiembre del año 2023, Villanueva y Geltrú fue la sede de la regata preliminar de la America's Cup, uno de los eventos más prestigiosos en el mundo de la vela. Este acontecimiento atrajo a equipos de élite y aficionados de todo el mundo, consolidando la posición de la ciudad como un destino náutico de renombre a nivel internacional.
La ciudad de Villanueva y Geltrú también ha sido seleccionada para la competencia de natación en aguas abiertas Oceanman.
La pasión por el deporte se refleja también en la amplia variedad de competencias y eventos que se celebran regularmente en la ciudad. Vilanova i la Geltrú es un lugar donde se organizan maratones y triatlones con frecuencia, atrayendo a atletas de todas partes que desean enfrentar los desafíos de estas pruebas.
El ciclismo es otra disciplina que goza de gran popularidad en Vilanova i la Geltrú. La ciudad y sus alrededores ofrecen rutas escénicas y desafiantes para ciclistas de todos los niveles, lo que la convierte en un destino ideal para los amantes de las dos ruedas.
Además, las extensas playas de Vilanova i la Geltrú brindan el escenario perfecto para la práctica de deportes acuáticos. Desde el surf y el windsurf hasta el paddlesurf y el kayak, los entusiastas de los deportes acuáticos pueden disfrutar de las aguas cristalinas del Mediterráneo durante todo el año. La ciudad es conocida por su clima templado y sus condiciones ideales para la práctica de actividades acuáticas.

### Teatros
| Teatro Principal         | Teatro Principal         | Teatro municipal | Rambla Principal, 4, 08800 Villanueva y Geltrú, Barcelona       |
| L'Auditori Eduard Toldrà | L'Auditori Eduard Toldrà | Teatro municipal | C/Olesa de Bonesvalls, 8, 08800 Villanueva y Geltrú, Barcelona  |
| El Foment Vilanoví       | Foment Vilanoví          | Teatro municipal | Calle de Santa Madrona, 1, 08800 Villanueva y Geltrú, Barcelona |
| Círcol Catòlic           | Círcol Catòlic           | Teatro municipal | Calle de Sant Gervasi, 41 08800 Villanueva y Geltrú, Barcelona  |

### Bibliotecas
| Biblioteca Joan Oliva i Milà         | Biblioteca Joan Oliva i Milà         | Biblioteca municipal | Plaza de la Villa, 13 08800 Villanueva y Geltrú, Barcelona          |
| Biblioteca Armand Cardona Torrandell | Biblioteca Armand Cardona Torrandell | Biblioteca municipal | Calle Menéndez y Pelayo, 15-17 08800 Villanueva y Geltrú, Barcelona |

### Museos
- Biblioteca Museo Víctor Balaguer
- Museo Romántico Can Papiol
- Museo del Ferrocarril de Cataluña
- Centro de Arte Contemporáneo La Sala
- Museo Charlie Rivel
- Masía d'en Cabanyes
- Museo del Mar y Faro de San Cristóbal

### Educación
Villanueva y Geltrú cuenta con 19 colegios, 10 institutos de educación secundaria y una universidad.
|  | Universidad / Educación especializada                             | Fundación | Acrónimo | Tipo                |
|  | ----------------------------------------------------------------- | --------- | -------- | ------------------- |
|  | Escuela Politécnica Superior de Ingeniería de Villanueva y Geltrú | 1881      | EPSEVG   | Universidad pública |
|  | Escola de Formació Aeronàutica de Vilanova i la Geltrú            | 1985      | EFAV     | Escuela pública     |